# Kärntner Frauenliga
Die Kärntner Frauenliga  ist die dritthöchste Spielklasse im Fußball-Ligensystem in Österreich für die Vereine auf dem Gebiet des Bundeslandes Kärnten und der Region Osttirol, die im Kärntner Fußballverband (KFV) organisiert sind. Unterhalb der Kärntner Landesliga existiert die eingleisige Frauen Unterliga.

## Geschichte
1999–2010 Kärntner Frauenliga (3. Spielklasse)
| Saison                                                        | Meister oder Aufsteiger                                          |
| Kärntner Frauenliga                                           | Kärntner Frauenliga                                              |
| ------------------------------------------------------------- | ---------------------------------------------------------------- |
| 1996/97                                                       | SV Rapid Lienz                                                   |
| 1997/98                                                       | ASK Klagenfurt                                                   |
| 1998/99                                                       | SV Rapid Lienz                                                   |
| 1999/2000                                                     | SV Spittal/Drau                                                  |
| 2000/01                                                       | keine Meisterschaft                                              |
| 2001/02                                                       | keine Meisterschaft                                              |
| 2002/03                                                       | keine Meisterschaft                                              |
| 2003/04                                                       | ASV St. Margarethen/Lavanttal (Kleinfeld)                        |
| 2004/05                                                       | DSG Ferlach (Großfeld) ASV St. Margarethen/Lavanttal (Kleinfeld) |
| 2005/06                                                       | DSG Ferlach (Kleinfeld)                                          |
| 2006/07                                                       | SAK Klagenfurt (Ost) SC Landskron (West)                         |
| 2007/08                                                       | SC Landskron (Großfeld) SAK Klagenfurt (Kleinfeld)               |
| 2008/09                                                       | SAK Klagenfurt (Ost) FC Feldkirchen (West)                       |
| Kärntner Frauenliga Meister-Playoff                           |                                                                  |
| 2009/10 K1                                                    | SV Spittal/Drau                                                  |
| K1 Änderung des Meisterschaftsmodus und Umbenennung der Liga. |                                                                  |

Die erste Fußballmeisterschaft der Frauen wurde in Kärnten in der Saison 1996/97 ausgetragen und der SV Rapid Lienz gewann die Meisterschaft. Zwei Jahre später gewannen wieder die Frauen aus Osttirol, den Titel 1998 holten die Frauen vom ASK Klagenfurt und 2000 die Frauen vom SV Spittal/Drau. In den Saisonen 2000/01 bis 2002/03 wurde keine Meisterschaft in Kärnten ausgetragen.
ASV St. Margarethen/Lavanttal stieg in der Saison 2000/01 in die Landesliga Steiermark auf und war der erste Kärntner Klub, der in dieser Liga spielte, die dann in der Saison 2005/06 in 2. Division Süd umbenannt wurde. Die Frauenmannschaft des SV Spittal/Drau stieg in der gleichen Saison in die 2. Division Mitte auf. FC St. Veit schaffte 2005/06 den Aufstieg in die 2. Division Süd. Der FC Feldkirchen feierte als Aufsteiger in die 2. Division Süd 2009 seinen größten Erfolg.
In der Saison 2003/04 holten die Frauen vom SV Spittal/Drau den Meistertitel auf dem Kleinfeld, ein Jahr später auf dem Großfeld. Der DSG Ferlach gewann 2004/05 auf dem Großfeld den Titel, die in der Saison 2005/06 den Titel wiederholten. In der Saison 2006/07 wurde die Meisterschaft in eine Ostregion, mit dem Meister SAK Klagenfurt, und eine Westregion, mit dem Meister FC Feldkirchen, ausgetragen.
In Kärnten trug der Kärntner Fußballverband eine Meisterschaft für Frauenfußball in der Saison 2007/08 mit sechs Mannschaften auf dem Großfeld aus: Meister SC Landskron, SK Grafendorf, der Spielgemeinschaft ATUS Ferlach/DSG Ferlach, SV Glanegg, Feldkirchen FC und FC Magdalensberg. Die Meisterschaft auf dem Kleinfeld gewann der SAK Klagenfurt.
Für die Meisterschaft 2008/09 wurde wieder die Meisterschaft in Ost und West geteilt, die Meister lauteten SAK Klagenfurt bzw. FC Feldkirchen. In der Saison 2009/10 gewann der SV Spittal/Drau ein Meister-Playoff.
2010/11–2022/23 Frauen Kärntner Liga (3. Spielklasse)
| Saison               | Meister                                             |
| Frauen Kärntner Liga | Frauen Kärntner Liga                                |
| -------------------- | --------------------------------------------------- |
| 2010/11 K1           | FC Kärnten II                                       |
| 2011/12              | FC Feldkirchen                                      |
| 2012/13              | SG FC Feldkirchen/Krumpendorfer SK                  |
| 2013/14              | SG SV Spittal/Drau/SV Rothenthurn                   |
| 2014/15              | Carinthians Soccer Women                            |
| 2015/16              | SV Rapid Lienz                                      |
| 2016/17              | SV St. Jakob/Rosental                               |
| 2017/18              | SV Magdalensberg                                    |
| 2018/19              | SVG Bleiburg                                        |
| 2019/20              | wegen COVID-19-Pandemie in Österreich abgebrochen   |
| 2020/21              | SV Wernberg                                         |
| 2021/22              | SV Oberglan                                         |
| 2022/23              | SK Austria Klagenfurt                               |
| 2023/24              | SC St. Veit (Großfeld) SV Rapid Lienz (Kleinfeld)   |
| 2024/25              | SV Kraig (Großfeld) SG Sirnitz/Oberglan (Kleinfeld) |

In der Frauen Kärntner Liga wurden folgende Vereine ab 2010 Meister: die zweite Mannschaft des FC Kärnten, FC Feldkirchen, die Spielgemeinschaft FC Feldkirchen und Krumpendorfer SK, die Spielgemeinschaft SV Spittal/Drau und SV Rothenthurn, Carinthians Women Soccer, SV Rapid Lienz, SV St. Jakob/Rosental, SV Magdalensberg und SVG Bleiburg. Nach der COVID-19-Pandemie in Österreich  holten die Frauen vom SV Oberglan und vom SK Austria Klagenfurt den Meistertitel. In der Saison 2023/24 gewann der SC St. Veit auf dem Großfeld den Titel, SV Rapid Lienz auf dem Kleinfeld.

## Bezeichnung (Sponsor)
Die Kärntner Frauenliga hat zurzeit keinen Sponsor im Namen. Die Landesliga hat im Verlauf ihres Bestehens entweder immer Kärntner Frauenliga oder Frauen Kärntner Liga geheißen.

## Spielmodus
Die Liga umfasst maximal zehn Teams, wobei jeder Verein gegen jeden andere je ein Heim- und ein Auswärtsspiel bestreitet. Eine Saison umfasst insgesamt also maximal 18 Spieltage. Der nach Saisonende Tabellenerste ist für die Relegation zum Aufstieg in die zweitklassige 2. Liga mit den Meistern aus Niederösterreich, der Steiermark und Wien berechtigt.

## Teilnehmer
Folgende Vereine nehmen an der Saison 2023/24 teil:
| SV Kraig SK Austria Klagenfurt SV Oberglan SV Warmberg SV Rapid Lienz. | Carinthians Hornets II SV Eitweg SG Moosburg/Rückersdorf Villach Lady |

## Die Titelträger
Folgende Vereine wurden in Kärnten Meister:
4 Meistertiteln
SV Rapid Lienz, inkl. SV Rapid Lienz (2000) (1997, 1999, 2016, 2024)
3 Meistertiteln
SV Spittal/Drau (2000, 2010, 2014)
FC Feldkirchen (2009, 2012, 2013)
SAK Klagenfurt (2007, 2008, 2009)
2 Meistertiteln
SV Oberglan (2022) inkl. SG Sirnitz/Oberglan (2025)
DSG Ferlach (2005, 2006)
ASV St. Margarethen/Lavanttal (2004, 2005)
1 Meistertiteln
SV Kraig (2025)
SC St. Veit (2024)
SK Austria Klagenfurt (2023)
SV Wernberg (2021)
SVG Bleiburg (2019)
SV Magdalensberg (2018)
SV St. Jakob/Rosental (2017)
Carinthians Soccer Women (2015)
FC Kärnten II (2011)
SC Landskron (2008)
ASK Klagenfurt (1998)